# 馬越三郎
馬越 三郎（まごし さぶろう、嘉永元年（1848年）頃? - 明治20年（1887年）頃?）は、新選組隊士。隊中の「美男五人衆」の一人で、五人衆中最年少。

## 概要
馬越三郎は阿波国徳島藩出身で、文久3年（1863年）に入隊したとされる。野口健司の葬儀の際に、武田観柳斎とともに頼越人を務めた。
子母澤寛著『新選組物語』には、男色家の観柳斎に惚れられて迷惑し、副長・土方歳三に訴えて脱退が認められたとの話が残るが、これは子母澤の創作ともいわれる。同書によれば、隊務が無い時は紫色の着物などおしゃれな恰好をして出かけ、笑うと両頬にえくぼができ、表情はまるで若い女のようだったとされる。明治20年（1887年）頃に壬生の八木邸を訪れた時も若々しく、八木為三郎は「27歳から28歳くらいにしか見えなかった」と語っている。しかし、同時に剣術の腕前も抜群であったともされる。
前述の観柳斎暗殺に際しては薩摩藩邸宅より観柳斎が退出するところを目撃し、薩摩藩に新選組の情報を漏洩していたと考えた馬越はすぐに局長の近藤勇に報告、馬越の情報を元に武田観柳斎暗殺に繋がった、との説がある。
しかし武田暗殺後には隊内で密告により隊士暗殺に至ったことで仲間を売ったとの風聞が流れ白眼視されることとなり、隊内風紀の乱れを重く見た土方が馬越に金子を渡し脱退させたとされる。
新選組脱退後はガラス商となったと伝わる。